# سوسکچه آنیپوتاکتینی
آنیپوتاکتینی (نام علمی: Anypotactini) نام یک تبار از تیره سوسکچه‌های خرطوم‌دار است.